# سیارک ۲۰۴۵۵
سیارک ۲۰۴۵۵ (به انگلیسی: 20455 Pennell، نامگذاری:1999LE4) بیست هزار و چهارصد و پنجاه و پنجمین سیارک کشف شده‌است که در ۹ ژوئن ۱۹۹۹ کشف شد.
قدر مطلق سیارک برابر ۱۶.۲ است.